# Province de Chiloé
La province de Chiloé (du mot mapudungun txillwe soit « lamas » en espagnol : Provincia de Chiloé est une province chilienne située au sud-ouest de la région des Lacs. Sa capitale provinciale est la ville de Castro.
La province comprend la quasi-totalité de l'archipel de Chiloé, formé par l'île Grande de Chiloé et par une trentaine d'îles plus petites, pour une superficie de 9 181 km².  

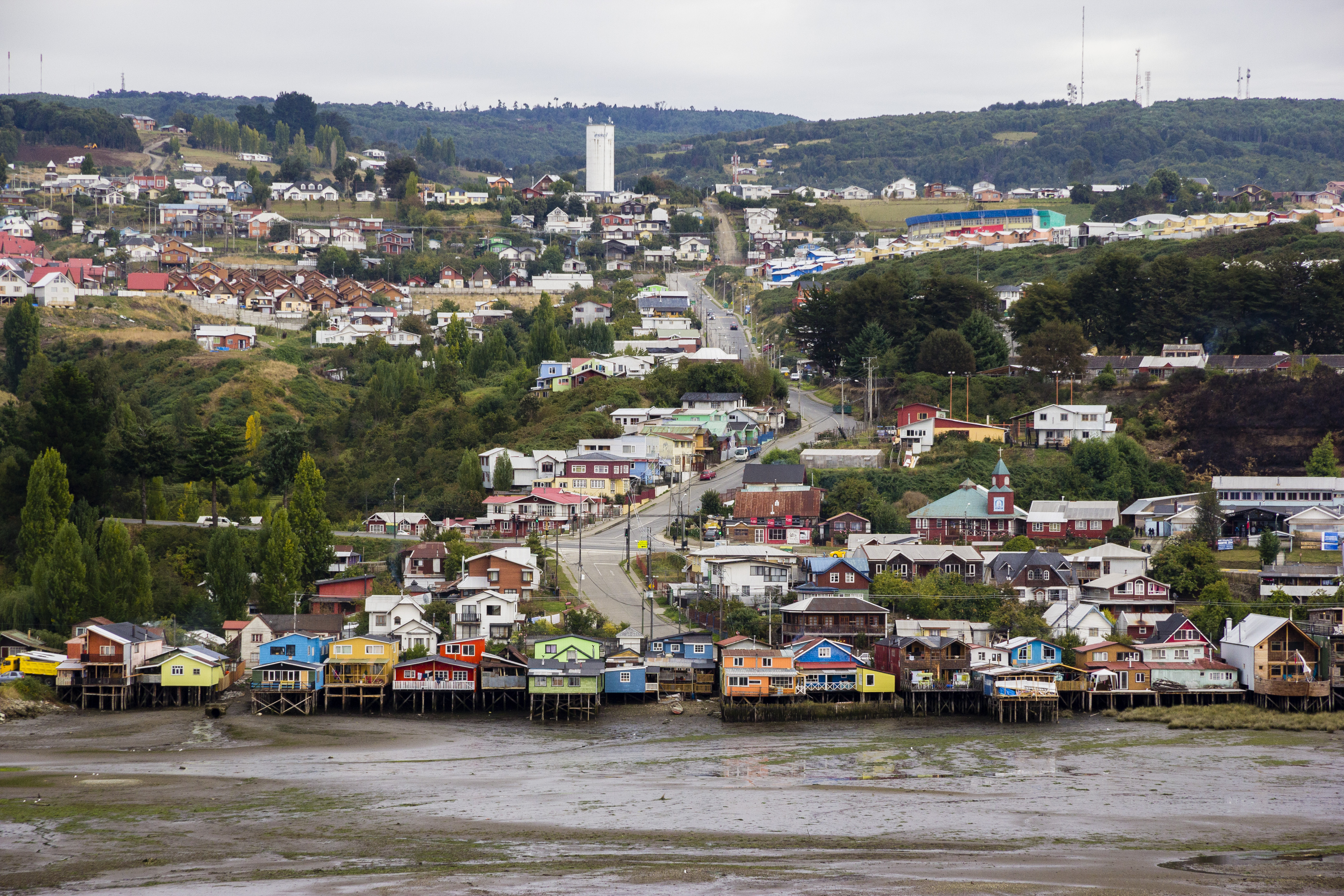
Castro (Chiloé).

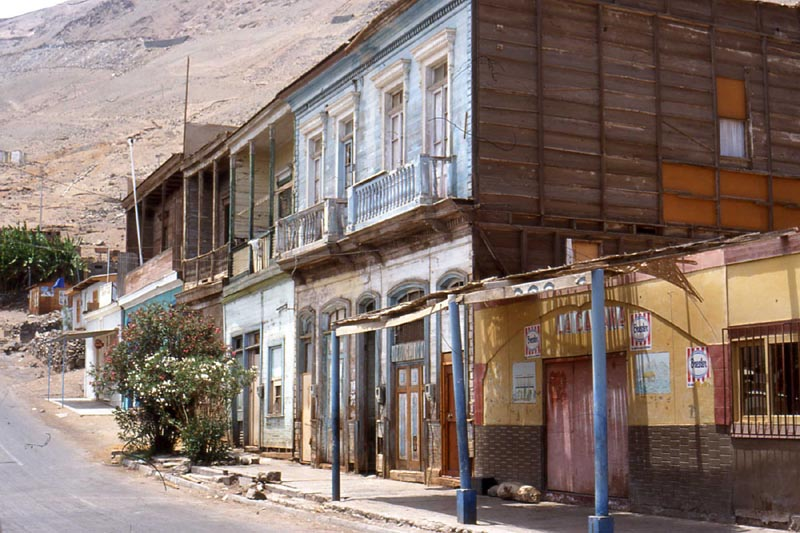
Maisons anciennes, en bois de Chiloé, à Pisagua dans le désert d'Atacama.

Cet archipel est typique pour les constructions en bois que l'on trouve sur ses îles. Ses habitations en terre et sur pilotis, ainsi que l'église de Chiloé, sont en bois. Au XIXe siècle, le bois de Chiloé a aussi servi à construire les ports miniers du désert d'Atacama au nord du Chili, dont les plus anciennes maisons sont en bois de l'île apporté par la mer. L'archipel de Chiloé fut le dernier bastion des autorités et des troupes coloniales espagnoles pendant le processus d'indépendance du Chili. Le 14 janvier 1826 la bataille de Bellavista obligea les Espagnols à se retirer vers Castro. On peut encore trouver des édifices datant de l'époque coloniale, comme le fort San Antonio, construit en pierre, en 1770 à Ancud.
En 1835, le naturaliste anglais Charles Darwin visite Chiloé au cours du voyage du Beagle et décrit l'île dans son récit de voyage.
D'autres lieux d'intérêt sont le parc national de Chiloé, le Fuerte Agüi et Cucao.

## Communes
La province est divisée en 10 communes :
- Ancud ;
- Castro ;
- Chonchi ;
- Curaco de Vélez ;
- Dalcahue ;
- Puqueldón ;
- Queilén ;
- Quellón ;
- Quemchi ;
- Quinchao.